# رشاد جينينغز
رشاد جينينغز (بالإنجليزية: Rashad Jennings)‏ هو لاعب كرة قدم أمريكية أمريكي، ولد في 26 مارس 1985 في فورست في الولايات المتحدة.

## وصلات خارجية
- رشاد جينينغز على موقع مرجع كرة القدم المحترفة.كوم (الإنجليزية)